# Next-Generation Transit Survey
Il Next-Generation Transit Survey (NGTS) è un osservatorio astronomico costituito da dodici telescopi riflettori in linea ad ampio campo visivo, ciascuno indipendente e con un'apertura di 20 centimetri, situati presso l'osservatorio del Paranal, in Cile. Diretto da un consorzio di università britanniche, svizzere e tedesche, è ospitato e situato adiacente a strutture direttamente gestite dall'Osservatorio Europeo australe (ESO) e condivide con esso i risultati delle proprie ricerche.
Progettato per funzionare autonomamente in modalità robotica e sfruttando la positiva esperienza del progetto SuperWASP, NGTS è stato sviluppato prevalentemente per scoprire e caratterizzare super Terre e esopianeti di dimensioni nettuniane, transienti, intorno a stelle vicine o con magnitudine inferiore a 13. La particolare configurazione dei telescopi è ottimizzata e nel contempo limitata al rilevamento di pianeti extrasolari con orbite inferiori a 20 giorni.
Ogni singolo telescopio, consistente in una versione modificata di telescopi commerciali costruiti da ASA, Astro system Austria, è dotato di un astrografo da 20 cm con rapporto focale f / 2.8 e fotocamera retroilluminata CCD 2k × 2k a deplezione profonda (Deep Depletion CCD Camera, DD-CCD) montata su un supporto a forcella orientabile in modo indipendente. Ogni unità ha un campo visivo di circa 3 × 3 gradi, corrispondente ad un campo visivo totale di circa 100 gradi quadrati, poco meno del campo visivo istantaneo (IFOV) del telescopio Kepler.

## Metodologia osservativa
Essendo una struttura automatizzata funzionante senza necessitare di supervisione in tempo reale, i puntamenti vengono programmati a cadenza giornaliera. I dati acquisiti vengono trasferiti al centro dati  NGTS dell'Università di Warwick, Regno Unito, per essere analizzati con sofisticati algoritmi automatizzati che cercano le firme rivelatrici di un esopianeta transitante la stella ospite.
I rilevamenti effettuati da questi algoritmi, indicati come dati grezzi (raw data), vengono ulteriormente controllati e scremati in automatico e manualmente ed i pianeti candidati più interessanti vengono indagati con osservazioni di follow-up fotometriche e spettroscopiche utilizzando strutture maggiori quali CORALIE presente sul telescopio Eulero, a La Silla, o gli spettrografi HARPS ed ESPRESSO di ESO, utilizzando il metodo della velocità radiale. NGTS è anche utilizzato per confermare eventi di transito segnalati dai telescopi TESS e della programmata missione PLATO. Le curve di luce elaborate vengono rese disponibili alla comunità astronomica tramite l'archivio ESO Science Archive Facility di ESO dopo un periodo proprietario della durata di un anno.
Le osservazioni di prima luce sono state acquisite a gennaio 2015 con un singolo telescopio e le prime indagini di transiti sono state effettuate con cinque strumenti ad agosto successivo, sino al raggiungimento della piena operatività con i dodici telescopi a febbraio 2016, nonostante le condizioni meteorologiche avverse di El Niño che in quel periodo perturbava l'atmosfera.
Il primo semestre di campionatura ha prodotto diverse dozzine di candidati pianeti che in combinazione con simulazioni effettuate sulle prestazioni del sistema osservativo hanno prospettato che per una durata quadriennale del sondaggio, il NGTS possa scoprire diverse super-Terre (pianeti con un raggio inferiore al doppio quello della Terra), decine di pianeti delle dimensioni di Nettuno (2-6 raggi terrestri) e più di 200 pianeti con un raggio maggiore di Saturno (6–22 raggi terrestri).

## Ricerca e risultati scientifici
A dicembre 2022, nell'ambito del programma sono stati scoperti 23 pianeti extrasolari e due nana brune (NGTS-7 A b) e NGTS-19) di cui segue un prospetto.i NGTS-14 A b è situato in un sistema stellare multiplo.
Tra le scoperte più significative, vi è quella del gioviano caldo NGTS-1 b, con una massa pari all'80% di quella di Giove, in orbita attorno ad una stella rossa di sequenza principale, aventi massa e raggio pari all'incirca alla metà di quelli solari. Prima di tale scoperta, era stato messo in dubbio che potessero esistere pianeti così massicci attorno ad una stella così piccola.
Un'altra scoperta rilevante nell'ambito dello studio dei pianeti extrasolari, è stata quella del nettuniano caldo NGTS-4 b perché presenta una combinazione di caratteristiche relativamente alla massa e all'orbita che sono risultate piuttosto rare tra gli esopianeti. Si viene a collocare infatti nel cosiddetto "deserto nettuniano".
Inoltre, NGTS-10 b è risultato, al momento della scoperta nel 2020, il gioviano caldo dal periodo orbitale più breve mai scoperto; il pianeta completa un'orbita attorno alla nana arancione NGTS-10 in 18 ore e 24 minuti.
Le righe nella tabella sottostante evidenziate in rosa si è constatato essere nane brune orbitanti.